# 74 (število)
74 (štíriinsédemdeset) je naravno število, za katero velja velja 74 = 73 + 1 = 75 - 1.

## V matematiki
- sestavljeno število.
- polpraštevilo.
- ne obstaja noben takšen cel x, da bi veljala enačba φ(x) = 74.

## V znanosti
- vrstno število 74 ima volfram (W).

## Drugo

### Leta
- 474 pr. n. št., 374 pr. n. št., 274 pr. n. št., 174 pr. n. št., 74 pr. n. št.
- 74, 174, 274, 374, 474, 574, 746, 774, 874, 974, 1074, 1174, 1274, 1374, 1474, 1574, 1746, 1774, 1874, 1974, 2074, 2174